# Umbrina
Umbrina is een geslacht van straalvinnige vissen uit de familie van ombervissen (Sciaenidae). Het geslacht is voor het eerst wetenschappelijk beschreven in 1817 door Cuvier.

## Soorten
- Umbrina analis Günther, 1868
- Umbrina broussonnetii Cuvier, 1830
- Umbrina bussingi López S., 1980
- Umbrina canariensis Valenciennes, 1843
- Umbrina canosai
- Umbrina cirrosa (Linnaeus, 1758) – Kustbaardman
- Umbrina coroides Cuvier, 1830
- Umbrina dorsalis Gill, 1862
- Umbrina galapagorum Steindachner, 1878
- Umbrina imberbis Günther, 1873
- Umbrina milliae Miller, 1971
- Umbrina reedi Günther, 1880
- Umbrina roncador Jordan & Gilbert, 1882
- Umbrina ronchus Valenciennes, 1843 – Fuscabaardman
- Umbrina steindachneri Cadenat, 1951
- Umbrina wintersteeni Walker & Radford, 1992
- Umbrina xanti Gill, 1862